# Motor Products SX-6 Stout Cootie
Motor Products SX-6 Stout Cootie – eksperymentalny samolot myśliwski zaprojektowany i zbudowany w latach 1917-18 przez Williama Stouta. Jednosilnikowy górnopłat miał niezwykle zaawansowaną konstrukcję jak na ówczesne czasy, z wolnonośnym skrzydłem delta. Zbudowano tylko jeden prototyp.

## Historia
Samolot został zaprojektowany i zbudowany jako prywatna inicjatywa amerykańskiego wynalazcy Williama Stouta. Na temat samolotu zachowało się bardzo mało informacji, wiadomo, że miał on wolnonośne skrzydło delta i napędzany był 150-konnym silnikiem Hispano-Suiza 8. Według słów projektanta „było to prawie samo skrzydło z powierzchniami sterowymi”.
Stout nazwał swój samolot Stout Streamline Monoplane (dosł. „opływowy jednopłat Stouta”), ale został on dostarczony w grudniu 1918 do testowania United States Army Air Service jako Motor Products SX-6 (Stout Experimental). Z racji jego wyglądu, rzekomo przypominającego wesz, został nazwany Stout Cootie (cootie - slangowa nazwa wszy). Według jednego źródła, samolot został w marcu 1919 przewieziony na lotnisko Morrow Field w Detroit, gdzie miał zostać oblatany, ale nie udało się zapalić jego silnika i samolot nigdy nie wzbił się w powietrze. Według innego - samolot dokonał kilku lotów, ale uważano, że nie miał on przyszłości jako maszyna bojowa.
Dalsze losy samolotu, jego rozmiary i osiągi nie są znane.